# Xeromphalina tenuipes
Xeromphalina tenuipes är en svampart som först beskrevs av Ludwig David von Schweinitz, och fick sitt nu gällande namn av A.H. Sm. 1953. Xeromphalina tenuipes ingår i släktet Xeromphalina och familjen Mycenaceae.   Inga underarter finns listade i Catalogue of Life.